# 스리랑카금색도마뱀붙이
스리랑카금색도마뱀붙이(Calodactylodes illingworthorum)는 골든 게코(golden gecko), 일링워스 게코(Illingworths' gecko), 일링워스 골든 게코(Illingworths' golden gecko), 스리랑카 골든 게코(Sri Lankan golden gecko)라고 불리며, 스리랑카에서만 발견되는 도마뱀붙이류의 일종이다.

## 어원
종명 illingworthorum는 속격 복수형이며, 마가렛 일링워스와 퍼시 일링워스(Margaret and Percy Illingworth)를 기린 것이다.

## 분포와 서식지
스리랑카금색은 스리랑카의 건조한 지역의 바위 틈새에 서식하는 덩치 큰 도마뱀붙이류이며, 나마다갈라(en:Namadagala), 모나라갈라(en:Monaragala), 닐갈라(en:Nilgala), 갈 오야 국립공원(:en:Gal Oya national park), 부탈라(en:Buttala), 암파라 구 따위의 동부 지역의 몬순 삼림에 서식한다.

## 형태
스리랑카금색의 머리는 몸보다 넓적하다. 눈의 동공은 수직으로 찢어져있다. 발가락마다 직사각형 모양의 길쭉한 박판이 두 줄씩 나있다. 등에는 노란색-황토색 바탕에 짙은 갈색 점이 나있다. 목덜미는 밝은 노란색이나 주황색이다. 가슴과 배는 창백한 회색 또는 노란색이다. 항문전공(pre-anal pore)은 4개, 대퇴공은 4-10개다.

## 습성과 식성
스리랑카금색은 사바나와 몬순 삼림 속의 화강암동굴과 같은 바위 소생활권(en:biotope)에 서식한다. 동굴마다 50마리까지 모여산다. 식단은 파리류, 딱정벌레류, 구더기와 굼벵이, 반딧불이류 따위의 큰 곤충과 여타의 절지류 따위로 구성된다. 낮 내내 짖어대며, 해가 질 무렵에는 더 자주 날카롭게 낄낄대듯이 짖는다. 땅거미가 질 때는 바위 서식지를 떠나서 초목 속에서 먹이를 찾아다니다 아침에 돌아온다.

## 번식
스리랑카금색은 난생한다. 크기가 14.9 x 8.2 mm 에 달하는 알들을 낳아 공동 산란 장소의 바위 표면에 붙인다. 한 번에 100개 이상의 알을 공동으로 산란한다. 갓 태어난 유체는 꼬리까지 27mm 에 달한다.